# Greta Fischer
Pour les articles homonymes, voir Fischer.
Greta Fischer, née le 19 janvier 1910 à Budišov nad Budišovkou, commune de Tchéquie alors en Autriche-Hongrie, et morte le 28 septembre 1988 à Tel-Aviv, est une pédagogue et travailleuse sociale israélienne d'origine austro-juive.

## Biographie
Greta Fischer est née dans une famille germanophone à Budišov nad Budišovkou (en allemand Bautsch), commune tchèque de Moravie alors sous domination austro-hongroise mais tchécoslovaque à partir de 1918, de Leopold Fischer, vétérinaire, et Ida Mayer. Elle grandit avec cinq frères et sœurs plus âgés et à l'âge de 20 ans, elle part à l'étranger, d'abord en Suisse, où elle travaille comme monitrice d'équitation puis après avoir suivi une formation d'institutrice de maternelle elle travaille comme nounou près de Lviv, alors située en Pologne. Elle est ensuite nounou à Paris de 1936 à 1938. En 1939, elle émigre à Londres avec trois frères et sœurs, les deux autres s'étant enfuis en Palestine. Ses parents restés en Tchécoslovaquie sont assassinés par les nazis en 1943 dans le camp d'extermination de Treblinka. Elle travaille alors toujours comme nounou avant de devenir institutrice d'école maternelle dans diverses institutions pour enfants traumatisés par la guerre. C'est là qu'elle découvre le travail de thérapie des traumatismes infantiles de la psychanalyste Anna Freud.
En juin 1945, Fischer se rend à Munich, où elle travaille comme volontaire de l'équipe de l'Administration des Nations unies pour le secours et la reconstruction (UNRRA) à Markt Indersdorf, un ancien monastère reconverti en centre d’accueil pour enfants survivants de la guerre. Greta Fischer s'occupe des enfants traumatisés : elle souhaite que les atrocités nazies ne tombe pas dans l'oubli tout en aidant et écoutant les jeunes survivants à partager leurs expériences traumatisantes. En 1948, elle quitte Indersdorf pour accompagner un groupe d'enfants qui émigrent au Canada et les soutenir dans leur intégration. 
Elle étudie ensuite au Québec pour devenir travailleuse sociale et s'occupe d'enfants autistes à Montréal. En juillet 1965, elle se rend en Israël pour le compte Comité juif américain de distribution conjointe pour aider à y installer des enfants juifs. Elle reste et s'installe à Jérusalem où elle prend en charge la création et la gestion du département de travail social du centre médical Hadassah à Jérusalem.
À 70 ans, elle rassemble ses souvenirs et relate son expérience du centre pour enfants d'Indersdorf. 
Elle meurt en 1988 d'une crise cardiaque dans une gare routière de Tel-Aviv. 
Sa nièce fait don de sa collection de 127 photographies d'enfants déplacés au Musée mémorial de l'Holocauste des États-Unis en 1992. Depuis 2011, une école Greta Fischer est créée à Dachau en son honneur. En 2012, une pierre commémorative est inaugurée dans sa ville natale de Budišov nad Budišovkou.